# TuneUp Utilities
AVG TuneUp, anteriormente conocido como TuneUp Utilities, es un paquete de aplicaciones para optimizar, personalizar y corregir fallos del sistema. Entre otros propósitos, permite desfragmentar el disco duro, eliminar archivos temporales, realizar ajustes automáticos para incrementar la velocidad de navegación en Internet y desfragmentar y corregir errores del registro de Windows. El programa originalmente estaba dividido en módulos, cada uno de los cuales cumplía un papel específico. En las versiones más modernas adquirió una apariencia más unificada. En el año 2011 TuneUp fue adquirido por AVG Technologies.
Al abrir la última versión de este paquete de utilidades se nos muestra una interfaz con 6 pestañas. Cada una de estas está relacionada con una característica de TuneUp:
- Panel: es la pestaña inicial. Muestra un resumen del estado del sistema, principalmente de los cambios que se han hecho y los que quedan por hacer. Incluye accesos directos a diversas partes del programa.

- Optimizar: aquí se incluye una función (desactivador de programas o program desactivator) que permite desactivar aquellos programas que no se usen; hay que aclarar que esta función no los desinstala de modo que, cuando se necesiten, se vuelvan a activar automáticamente.[2] También permite desinstalar programas, impedir que algunos se ejecuten al arrancar y realizar tareas de mantenimiento: limpiar el registro, desfragmentarlo, eliminar accesos directos defectuosos y desfragmentar el disco.

- Arreglar: esta pestaña está dedicada a obtener más espacio libre en el disco duro. Permite borrar archivos temporales, archivos de caché, copias de seguridad antiguas y funciones de Windows no usadas. Incluye tres funciones extra: ver qué archivos y de que tipo ocupan más espacio, eliminar archivos de tal forma que sea prácticamente imposible recuperarlos y buscar duplicados de archivos.

- Solucionar problemas: incluye:
  - Un asistente para solucionar problemas comunes.
  - Una utilidad para encontrar y reparar errores del disco.
  - La posibilidad de restaurar archivos eliminados, incluso si ya han sido quitados de la papelera de reciclaje (no funciona en todos los casos).
  - Un programa similar al monitor del sistema para ver que archivos se están ejecutando y cerrarlos.
  - Y, finalmente, otro programa que muestra información del sistema.[1]

- Personalizar: está dividida en dos partes. La primera permite modificar el estilo visual del sistema operativo; por ejemplo, se pueden cambiar los íconos, el tema, la pantalla de inicio, etc. La segunda permite modificar opciones avanzadas de la configuración del sistema y de los programas.[1]
- Todas las funciones: en esta pestaña se muestran todas las funciones de TuneUp por categorías.

- Modo Turbo: Esta función se puede activar, por ejemplo, durante la ejecución de un juego que requiera muchos recursos. De esta forma el Modo Turbo evitaría que se realicen tareas en segundo plano para darle la prioridad al juego.[2]

- Modo Ahorro: Esta función se puede activar, para los que tienen un portátil, para que TuneUp Haga cambios en el sistema con fin de ahorrar la batería.

- Mantenimiento con 1 clic: realiza de forma automatizada varias de las tareas mantenimiento listadas en la sección Optimizar el sistema. Se puede programar para que se ejecute automáticamente en determinados momentos.[3]
- Modo Avión: Tiene las siguientes funciones:
- Reduce el consumo de energía del procesador: el Modo avión reduce el rendimiento del procesador y optimiza su consumo de energía para maximizar la duración de la batería y tener la energía suficiente para un uso básico y tareas cotidianas.
- Gran ahorro de energía para sus dispositivos: el Modo avión reduce el consumo de energía de distintos dispositivos integrados.
- Desactiva los programas que consumen mucha energía: el Modo avión desconecta los procesos innecesarios que se ejecutan en segundo plano y reducen el rendimiento del equipo.
- Apaga los dispositivos inalámbricos: deshabilita por completo los dispositivos Wi-Fi y Bluetooth de forma instantánea con solo cambiar una opción. Esto prolongará en gran medida la duración de la batería

## Interfaz de inicio
En versiones previas a TuneUp 2010 LOD su interfaz de inicio era de tres columnas y señalando información y errores sobre el mantenimiento, el rendimiento y el estado del sistema.
Pero, luego en la versión 2010 de TuneUp cambia el área de inicio por un área única dividida en cuatro columnas en donde se señala la información y errores acerca del mantenimiento del sistema, mejora del rendimiento, solución de problemas y personalización de Windows; además, hay un área para el Modo Turbo y un área de avisos.
En cada una de las columnas, en la parte inferior, se pueden desplegar una barra que muestra los diferentes módulos según la columna en la que se encuentre y al poner el puntero sobre cada uno de estos módulos se muestra la información de estos en el área de avisos.

## Efectividad
Podemos decir que la efectividad de TuneUp varía según el caso. Dado que los cambios que hace son en general menores, no se siente una gran diferencia en equipos nuevos y potentes. En cuanto a los equipos antiguos o sin mantenimiento desde hace mucho tiempo, se puede apreciar un mejor rendimiento.